# Weißwangen-Seeschwalbe
Die Weißwangen-Seeschwalbe (Sterna repressa) auch Weißwangenseeschwalbe ist eine Vogelart aus der Familie der Seeschwalben (Sternidae).
Sie kommt auf Inseln und an den Küsten des Roten Meeres und dem Persischen Golf bis Pakistan und Indien, am Horn von Afrika und Kenia vor, dort ist sie außer an der Mündung des Sabaki-Flusses selten an Land zu finden.
Sie überwintert an den Küsten Nordostafrikas, des arabischen Meeres bis Südwestindien und des Lakkadivensees.

## Beschreibung
Die Weißwangen-Seeschwalbe ist 32 bis 35 cm groß, wiegt 78 bis 142 g, die Flügelspannweite beträgt 73 bis 83 cm. Sie ist dunkler gefiedert als alle anderen typischen Seeschwalben und kann im Prachtkleid mit der Weißbart-Seeschwalbe verwechselt werden.
Im Brutkleid sind Ober- und Unterseite dunkel-grau mit schwarzem Scheitel und weißen Ohrdecken, Rücken, Flügel und gespaltener Schwanz sind gleichmäßig dunkel-grau.
Im Schlichtkleid sieht sie der Fluss-Seeschwalbe sehr ähnlich mit weißer Stirn und Unterseite, als Unterscheidung ist mehr Grau auf Schwanz und Flügelunterseite zu sehen.

## Stimme
Der Ruf des Männchens wird als harsches scharfes „kyEEer“ und kurzes „krree“ ähnlich der Fluss-Seeschwalbe, aber etwas weicher beschrieben.

## Lebensweise
Die Nahrung besteht aus kleinen Fischen und Wirbellosen.
Die Brutzeit liegt zwischen Mai und Juni in Sudan und Oman, zwischen Juli und September in Ägypten, Somalia und Kenia. Sie brütet zusammen mit anderen Seeschwalben in Kolonien mit Nestern auf Felsen, Sand oder Schotter.

## Gefährdungssituation
Die Weißwangen-Seeschwalbe gilt als nicht gefährdet (Least Concern).